# 魏志倭人傳

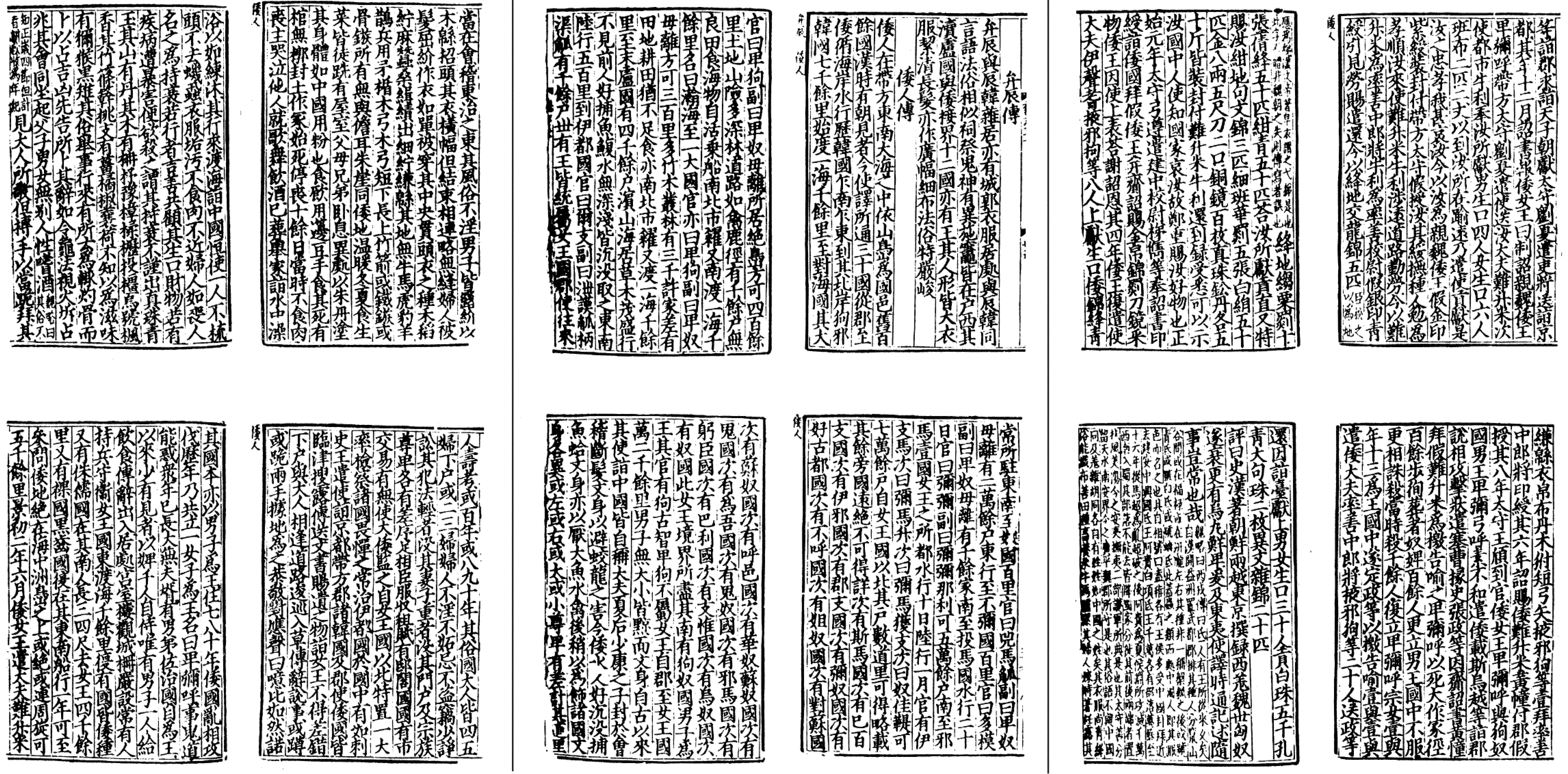
魏志

《魏志倭人傳》是日本對於中國史書《三國志》中記載魏國歷史的《魏書》中《東夷傳》篇中的〈倭人〉條的通稱。《魏志倭人傳》爲西晋的陳壽所作，是現存對於古代日本的情況最早的紀錄（約成書於3世紀後半，280年～290年間）。現存數種版本，以百衲本爲最善本。
全文共1988字，描寫了日本在大和王權建立以前（即彌生時代）的情況。當時的倭（後來的日本）是由許多小國構成，文中記述了各小國的位置、各國的生活樣式以及各國的官名等等資訊。由於其對各小國位置的記述可以有多種解釋方式，這就是現今對於邪馬臺国所在位置的爭議起源。總之該文詳實記錄了當時倭人的風俗習慣、倭國的動植物等資料，可說是現今研究彌生時代後期的古代日本時不可或缺的重要文獻。

## 《魏志倭人傳》中提及的主要国家
- 狗邪韩国
- 一大国
- 末卢国
- 伊都国
- 奴国
- 不弥国
- 投马国
- 邪马壹国
- 狗奴国
- 侏儒国
- 黑齿国
- 裸国

## 外部連結
- 魏志倭人傳 及紹熙本系百衲本掃描圖檔 （页面存档备份，存于）
- http://www.ten-f.com/yamataikoku.html （页面存档备份，存于）